# Super Free
Super Free (tiếng Nhật: Katakana スーパーフリー Romaji Sūpā-furī hay gọi tắt là Sūfuri スーフリ) là một câu lạc bộ tổ chức sự kiện cho các trường đại học, thành viên chủ yếu bao gồm sinh viên của Đại học Waseda ở Tokyo, Nhật Bản. Chủ nhiệm câu lạc bộ cùng nhiều sinh viên đến từ Waseda và các trường đại học khác ở Tokyo đã bị bắt và kết tội vì hãm hiếp, và sau đó câu lạc bộ được nhiều kênh truyền thông gọi là "câu lạc bộ hiếp dâm".
Chủ nhiệm câu lạc bộ tên là Shin'ichirō Wada (和田 真一郎 Wada Shin'ichirō, sinh ngày 30 tháng 7, 1974, tại Kawasaki, Kanagawa). Nhiều thành viên của câu lạc bộ bị buộc tội hãm hiếp ba phụ nữ, nhưng số lượng nạn nhân trên thực tế vẫn chưa xác định. Kể từ khi bị bắt, câu lạc bộ giải thể, mười hai phụ nữ khác đã được xác định là nạn nhân..
Super Free được thành lập như là một câu lạc bộ xã hội đại học vào năm 1982. Wada là một sinh viên của Đại học Waseda trước khi bị bắt. Anh ta bắt đầu học ở Đại học Waseda vào năm 1994 và trở thành người lãnh đạo Super Free vào năm 1995. Câu lạc bộ đã có 14 thành viên vào năm 2003. Super Free là một câu lạc bộ tổ chức sự kiện thành công rực rỡ, đến mức câu lạc bộ thành lập được 5 chi nhánh trên toàn quốc, 30 nhân viên và một văn phòng tại Roppongi. Theo bản cáo trạng, câu lạc bộ đã tổ chức các bữa tiệc và các cuộc tụ họp xã hội tại một hộp đêm công cộng ở Roppongi. Các thành viên của Super Free đã tìm kiếm các nạn nhân tiềm năng trong cộng đồng, làm bạn với họ và cung cấp thức uống. Một khi các nạn nhân của họ bị say và không có khả năng kháng cự, họ sẽ dụ họ vào một căn phòng hoang và tiến hành hành vi phạm tội. Wada đã bị bắt vào ngày 9 tháng 6 năm 2003. 13 thành viên khác có liên quan cũng bị bắt vì tội hãm hiếp. Super Free đã được giải thể vào ngày 22 tháng 6 năm 2003.
Wada bị truy tố vì tội ba lần hiếp dâm. Vào ngày 2 tháng 11 năm 2004, Toà án quận Tokyo đã kết án bị cáo 14 năm tù giam, một bản án tương đối nặng nề so với các thông tư hướng dẫn kết án sau chiến tranh của Nhật Bản. Bị cáo kháng cáo bản án. Vào ngày 2 tháng 6 năm 2005, Toà án Tối cao Tokyo đã bác bỏ kháng cáo và giữ nguyên bản án gốc. Vào ngày 1 tháng 11 năm 2005, Toà án Tối cao Nhật Bản đã phê chuẩn..
Sau khi bị bắt, một đạo luật truy tố tội hiếp dâm đã được thành lập dựa theo Bộ luật hình sự Nhật Bản. Vào tháng 1 năm 2006, ba sinh viên tại Đại học Kyoto đã bị bắt vì tội hiếp dâm tập thể theo đạo luật hình sự này.